# 中央 (草加市)
中央（ちゅうおう）は、埼玉県草加市の町名。現行行政地名は中央一丁目および二丁目。郵便番号は340-0016。

## 地理
草加市中央部の沖積平野に位置する。西は東京都道・埼玉県道49号足立越谷線を挟んで高砂、南は吉町、東は手代町、北は住吉に隣接する。町内は主に住宅地として利用されている。また、町北部にUR草加団地が所在する。地区の東端を伝右川が流れる。

## 歴史
- 1931年（昭和6年） - 旧草加町の一部が東町裏（草加町大字谷古宇、南草加、弥惣右衛門新田、吉笹原の各小字名）と呼ばれていたところから、東の一字を採って東町（あずまちょう）とした。
- 1966年（昭和41年）4月1日 - 第1次住居表示の実施により[4]、東町・高砂町の一部から中央一丁目および二丁目が成立[5]。

## 世帯数と人口
2017年（平成29年）10月1日現在の世帯数と人口は以下の通りである。
| 丁目       | 世帯数    | 人口    |
| ---------- | --------- | ------- |
| 中央一丁目 | 385世帯   | 744人   |
| 中央二丁目 | 1,113世帯 | 2,235人 |
| 計         | 1,498世帯 | 2,979人 |

## 小・中学校の学区
市立小・中学校に通う場合、学区は以下の通りとなる。
| 丁目       | 番地 | 小学校             | 中学校             |
| ---------- | ---- | ------------------ | ------------------ |
| 中央一丁目 | 全域 | 草加市立高砂小学校 | 草加市立瀬崎中学校 |
| 中央二丁目 | 全域 | 草加市立草加小学校 | 草加市立草加中学校 |

## 交通

### 道路
- 東京都道・埼玉県道49号足立越谷線 - 町西部で面している。
- 埼玉県道327号草加八潮三郷線
- あずま通り
- 草花ふれあい通り

## 施設
- 草加市立高砂小学校
- 草加市 保健センター
- 草加市商工会館
- コンフォール草加
- モールプラザ草加
- 東和銀行草加支店
- 足立成和信用金庫
- 草加中央防災広場
- 中央二丁目公園
- 東町天満宮